# 温州南海溪蟹
温州南海溪蟹（学名：Nanhaipotamon wenzhouense）为溪蟹科南海溪蟹属的动物。在中国大陆，分布于浙江等地，多生活于沿海的稻田水渠泥洞中。其生存的海拔上限为50米。